# Großer Kösslbach
Der Kösslbach (auch in der Schreibweise Kößlbach, Großer K. auch in Abgrenzung zum Kösslbach (Kesselbach) bei Wesenufer) ist ein mittelgroßer Bach zur Donau mit rund 24 km Länge im Sauwald, einer waldreichen Gegend im nordwestlichen Oberösterreich, unweit der Bayerischen Grenze.
Der Bach entspringt bei der Ortschaft Simling der Gemeinde St. Roman am Feichtberg, fließt bis Schönbach, einer Ortschaft der Gemeinde Schardenberg, nördlich von Münzkirchen, in nordwestlicher Richtung über das Sauwaldplateau. Anschließend knickt er nördlich um und erreicht durch den Kößlgraben, der auch die Gemeindegrenze zwischen Freinberg und Esternberg bildet, die Mündung, wo er ca. 8 km südöstlich von Passau bei der Ortschaft Unteresternberg der Gemeinde Esternberg in die Donau fließt.
Der Unterlauf des Bachs liegt im Europaschutzgebiet Oberes Donau- und Aschachtal und gehört zur oberösterreichischen Raumordnungseinheit Donauschlucht und Nebentäler.

Der Fluss wird auch zur Erzeugung von elektrischem Strom genutzt. Bei Schönbach befindet sich das Kleinwasserkraftwerk Kneiding.
Am Ausgang des Kösslgrabens befindet sich die Ruine Königstein (Ecker G'schlössl), eine Wachburg, die nur kurz von 1410 bis 1436 bestand.